# Willemoesgade (København)
Willemoesgade er en ca. 1 km lang gade på Østerbro. Den er en sidegade til Østerbrogade og fortsætter mod øst – parallelt med Classensgade og Holsteinsgade – til Østbanegade og jernbanesporene.

## Historie
Gaden fik sit navn allerede omkring 1886 og er opkaldt efter den navnkundige søhelt og sekondløjtnant Peter Willemoes (1783-1808), der udmærkede sig ved Slaget på Reden i 1801. Slaget blev overværet af københavnerne fra kysten for enden af Willemoesgade. Også de nærliggende gader Livjægergade, Holsteinsgade og Steen Billes Gade har navne, der minder om englandskrigene.
Gaden er anlagt i 1880'erne hen over en del af Classens Have. Strækningen øst for Strandboulevarden er langt yngre, og blev først bebygget i 1940'erne med bl.a. Nordisk Kollegium fra 1941-41. Den største del af gadens huse er hovedsageligt fra 1890'erne, da byggeaktiviteten eksploderede.
De overordnede veje på Østerbro, der er beplantet med allétræer på kortere eller længere stræk. Men også nogle få veje som Willemoesgade har en fin allébeplantning. Der står gamle rønnebærtræer plantet i 1910, men senere fornyet. Træerne på sydsiden af gaden er fornyet omkring 1980, da Københavns Kommune pludseligt fældede alle træerne på denne side for at lægge fjernvarmeledninger i gaden. Et forsøg på at fjerne alle træerne i gaden blev forhindret ved beboernes kraftige protester. Med til gadens karakter hører også den gamle brolægning.
Gadens arkitektur kan beskrives som Berlinerinspireret historicisme med talrige ornamenter og udsmykninger, men holdt i forholdsvis disciplinerede rammer. De to vestligste hjørnebygninger, der afslutter Willemoesgade op mod Østerbrogade, er karakteristiske tvillingebygninger med hjørnetårne og majolikadekoration, opført i 1895 (årstal på vindfløj) af byggematadoren S.C. Petersen Hinrichsen, der også har opført ejendommene i ABC-Gaden 10 år tidligere. De to kobberbeklædte spir ligger som point de vue for Søerne og kan ses langvejs fra.
Hvor disse huse ligger i dag lå hattefabrikant Skjold Børgesens store villa, hvor Søren Kierkegaard boede i 1½ år i 1851-52. Der er ingen spor af ejendommen, der forsvandt, da Petersen Hinrichsen opførte sine to ejendomme. I de sidste år lå villa og have omgivet af store 5-etages ejendomme, og tidligere tiders romantiske omgivelser var helt væk.
Alle bebyggelser i gaden har enten høj eller middel bevaringsværdi. Kun Frihavnskirken er helt fredet, opført af slotsarkitekt Thorvald Jørgensen, der er bedst kendt som arkitekt på Christiansborg Slot, som kirken ikke ligner. Han har også tegnet Østerbro Postkontor.
Ved en vandring ad Willemoesgade i 1950'erne sås et livlig handelsliv med mange små forretninger. Fx lå der i nr. 3 en konfektureforretning og kjoleforretningen ”Maison”, i nr. 9 en kaffeimportør, 29 købmand, 35 viktualiehandel, 37 buntmager, 47 ”Richardts Dessertfabrik”, 51 købmand, 53 en frugt- og brændselsforretning, 59 mejeri, 75 frugtforretningen ”Catania” samt ”Café Willemoes”, 79 blomsterhandelen ”Melander”, 6 sadelmager, 22 en ”Iskrembar” og tobakshandel, 26 skrædderi og ismejeri, 28 ”Wienersalonen”, 34 brændehandel, 42 cigarhandel, 54 ”Livjægerkroen”, 56 ”Nordsjællands Persiennefabrik A/S”, 61 en berømt isenkræmmer og endelig i nr. 72 en frugthandel.

## Nævneværdige bygninger i gaden
- Nr. 23, 1. sal: Her boede koncertsangerinde Ellen Tønnies.

- Nr. 24, 4. sal: Her boede kunstmaleren Axel Skjelborg (f. 1895).

- Nr. 26, 1. sal: Her lå ”Universal Artistbureau” ved J. Briston.

- Nr. 48, 1. sal: Her boede operasangerinde M. Oderwald-Lander.

- Nr. 56, 2. sal: Her boede baronesse Caia Stackelberg.

- Nr. 67, 3. sal: Her boede kongelige kapelmusikus P. E. Christensen.

- Nr. 68: Her ligger Frihavnskirken. Kirken er opført i 1905 i enkel barokstil efter tegning af Thorvald Jørgensen, kendt fra Christiansborg og Østerbro Postkontor. Opførelsen af kirken blev finansieret af indsamlede midler.

- Nr. 70, 5. sal: Her boede kunstmaleren A. Simonsen.

- Nr. 72, 5. sal: Her boede kunstmaleren Peter Alsing Nielsen (1907-1985), der havde tilnavnet ”Bølgebliksmaleren”.

- Nr. 76, 2. sal: Her boede komtesse Lykke Danneskiold-Samsøe.

- Nr. 91, 5. sal: Her boede filminstruktør, forfatter og kritiker Ole Svarre Palsbo (1909-1952).